# Bernat I del Congo
Bernat I del Congo (mort en 1567) va ser un manikongo del segle xvi. Va accedir a la corona del regne del Congo després d'assassinar al seu mig germà Afonso II, pel que va comptar amb el suport de Portugal, qui desitjava en el tron a un monarca menys hostil als seus interessos a la regió. Després de la conspiració i ja amb el nou rei, no obstant això, els pocs portuguesos que estaven al país van ser de nou expulsats o van morir en els disturbis populars que es van produir durant aquest mateix any de 1561.
El regnat de Bernat I s'estén de 1561 a 1567. Va morir lluitant contra els clans yaka en 1567 a la frontera aquest del regne. Els grups yaka van intentar envair i conquistar el regne congolès fins a 1568. Va ser succeït per Henrique I.